# Walentina Łalenkowa
Walentina Nikołajewna Łalenkowa z d. Gołowienkina (ros. Валентина Николаевна Лаленкова z d. Головенкина, ur. 5 maja 1957 w Swierdłowsku) – rosyjska łyżwiarka szybka reprezentująca ZSRR, dwukrotna medalistka mistrzostw świata i wicemistrzyni Europy.

## Kariera
Po raz pierwszy na arenie międzynarodowej Walentina Łalenkowa pojawiła się w 1976 roku, kiedy zajęła szóste miejsce w wieloboju podczas mistrzostw świata juniorów w Madonna di Campiglio. W 1980 roku wystartowała na igrzyskach olimpijskich w Lake Placid, zajmując jedenaste miejsce w biegu na 1000 m i siedemnaste na 3000 m. Pierwszy sukces osiągnęła w 1983 roku, kiedy zdobyła brązowy medal na wielobojowych mistrzostwach świata w Karl-Marx-Stadt. W zawodach tych wyprzedziły ją jedynie dwie reprezentantki NRD: Andrea Schöne i Karin Enke. Na rozgrywanych rok później mistrzostwach Europy w Medeo i sprinterskich mistrzostwach świata w Trondheim zajmowała drugie miejsce. W tym samym roku brała też udział w igrzyskach olimpijskich w Sarajewie, gdzie jej najlepszym wynikiem było czwarte miejsce w biegu na 1000 m. Walkę o medal przegrała tam ze swą rodaczką, Natalją Pietrusiową. Na tych samych igrzyskach była też szósta na 1500 m i ósma na dwukrotnie dłuższym dystansie. W 1985 roku zakończyła karierę.
Po ślubie w 1979 roku występowała pod nazwiskiem Łalenkowa.
Jej syn Jewgienij Łalenkow również został panczenistą.